# Ligne 88 du tramway de Bruxelles
Pour les articles homonymes, voir Ligne 88.
La ligne 88 est une ancienne ligne de tramway du tramway de Bruxelles qui a fonctionné jusqu'au 8 janvier 1968.

## Histoire
Elle est supprimée le 8 janvier 1968 lors de la quatrième phase de restructuration du réseau de tramway bruxellois, les voies entre la porte du Rivage et la Bourse sont abandonnées, la section entre le cimetière de Jette et la chaussée de Dieleghem est reprise par la ligne 103 tandis que le reste de la ligne majoritairement commun avec la ligne 16 reste exploité par cette dernière,.